# Greffe en oméga

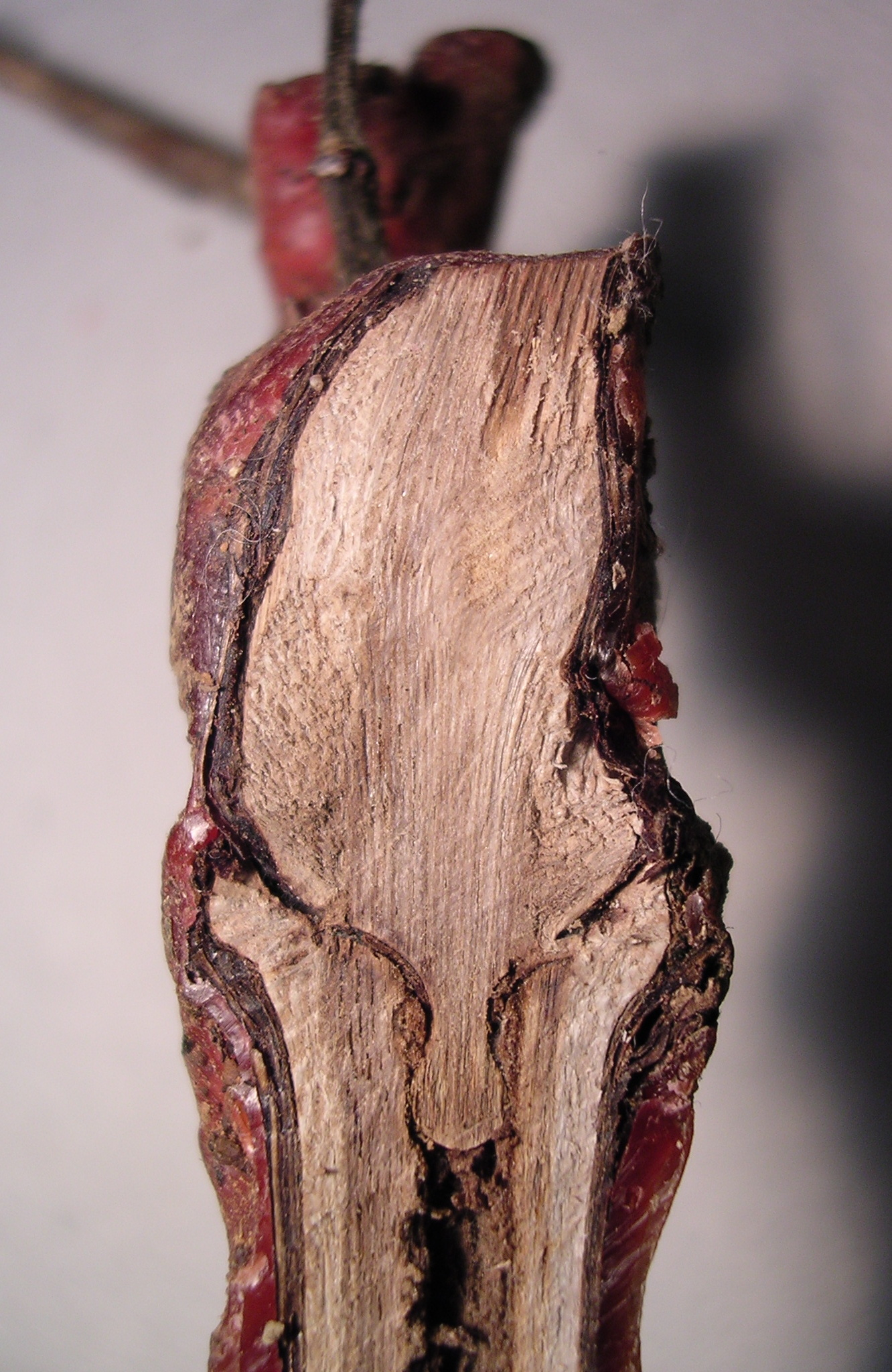
Greffe en oméga sur un plant de vigne

La greffe en oméga est une technique de greffe couramment utilisée sur les plants de vigne. Similaire à la greffe anglaise, elle consiste à imbriquer l'un dans l'autre un greffon et un porte-greffe de mêmes diamètres taillés en forme de pièces de puzzle afin d'assurer la solidité du montage. Cette greffe doit son nom au contour de la découpe, qui évoque la lettre grecque Oméga, en majuscule retournée.